# Carrer de l'Anisadeta
El carrer de l'Anisadeta és el carrer més curt de la ciutat de Barcelona, situat al Districte de Ciutat Vella.
El carrer de l’Anisadeta es troba a la zona del Born, a tocar de Santa Maria del Mar, i just a l'entrada del carrer dels Canvis Vells. Concretament, s'ubica al barri de Sant Pere, Santa Caterina i la Ribera, a Ciutat Vella. L'Anisadeta uneix el carrer de les Caputxes amb la plaça de Santa Maria i, més endavant, continua com a carrer de Santa Maria. Al llarg dels seus 5 metres hi ha el lateral d'un local baix i, a l’altra banda de la via, una petita entrada a la taverna 'La vinya del Senyor'. L'accés principal d’aquest establiment es troba a la plaça de Santa Maria.
Segons Joan Amades, existia en aquella zona una petita taverna anomenada 'Ca la Nisadeta' ja citada en documentació del segle X i que, a mitjan segle xx, es va traslladar a una de les barraques adossades a la façana de la Basílica de Santa Maria del Mar. Allà se servia anís amb aigua fresca, una beguda coneguda com a “anisadeta”, sobretot als treballadors portuaris de l'època. Segons el Diccionari nomenclàtor de les vies públiques de Barcelona, el motiu del nom del carrer és el següent: "Per una taula amb anís i aigua fresca on els obrers del port feien l'anisadeta". Cal suposar que a part de la taverna de Ca la Nisadeta, en aquell indret s'hi van implantar punts de venda informals d'anissos i licors per servir la gent del port.